# CBWFT-DT
CBWFT-DT est une station de télévision manitobaine de langue française située à Winnipeg détenue par la Société Radio-Canada et faisant partie du réseau de la ICI Radio-Canada Télé. Elle diffuse depuis ses studios de la rue Portage à Winnipeg et s'adresse aux Franco-Manitobains.

## Historique
La CBC annonça le 17 février 1959 qu'elle souhaitait obtenir l'autorisation d'étendre ses émissions à la télévision dans la zone de Winnipeg, doublant ainsi la BBG (prédécesseur de la CRTC).
La première émission a eu lieu le dimanche 24 avril 1960 à 15 h, sur le canal 6 grâce à un émetteur de 2,87 kW. Au même moment, deux VTRs d'une valeur de 75 000 $ sont installés à la station.
Cette première diffusion a donné lieu à une cérémonie à Notre Dame Auditorium (Saint-Boniface). Parmi les personnalités, il y avait le Lieutenant-Gouverneur Errick Willis, le premier ministre du Manitoba Dufferin Roblin, le président de la CBC Alphonse Ouimet, le directeur général de Radio-Canada Marcel Ouimet, J. R. Finlay CBC Prairie Region Director, et Léo Remillard le directeur des programmes de la CBWFT.
Au début, les émissions de CBWFT avaient lieu uniquement entre 6 h et 12 h, avec des programmes plus importants les weekends. Au fil des ans, les émissions se sont étendues pour occuper la quasi-totalité de la journée.
Initialement les ondes de Radio-Canada n'allaient guère plus loin que Winnipeg. Hormis les nouvelles et les évènements en direct tels que La Soirée du hockey, les kinéscopes et les films étaient acheminés de Montréal et diffusés avec un délai d'une semaine.
Le 15 novembre 1964 a lieu un changement de fréquence et des émetteurs plus puissants sont installés sur un nouveau site près de Starbuck (en),.
De 1964 au début des années 1980, elle se dénomme « CBWFT. Canal trois. Winnipeg. » Au début des années 1980, elle est connue sous le nom de "CBWFT 3/10", qui signifie Chaîne 3, Cable 10 à Winnipeg. Après 1986, elle prend le nom de "Radio-Canada Manitoba".
Depuis le 31 octobre 1966, CBWFT était liée au signal de Radio-Canada, lui permettant la diffusion en direct du Téléjournal à 18 h. Avant cette date, les nouvelles provenaient de la radio de Radio-Canada avec des images locales présentées à l'écran.
Plusieurs mois après Anik, un satellite fut lancé en 1972; CBWFT est passé du système micro-onde de Radio-Canada en faveur du satellite, sauf pour distribuer son signal à travers le Manitoba, le nord-ouest de l'Ontario et une partie de la Saskatchewan.
En 1976, un ré-émetteur de CBWFT de Regina est devenu CBKFT. En 1985, CBKFT a obtenu sa propre licence et diffuse des nouvelles locales.
En 2005, le programme d'information Ce Soir fut renommé en Le Téléjournal/Manitoba. Le Téléjournal-Manitoba dure 60 minutes, du lundi au vendredi. Il est également rediffusé à 23 h. Depuis le 24 avril 2010, le Téléjournal-Manitoba est présenté 7 jours sur 7, à 18 h. Il est d'une durée de 30 minutes le samedi et le dimanche.

## Programmation actuelle
La programmation de CBWFT est identique au réseau de Radio-Canada du Québec, mais décalé d'une heure étant donné la différence de fuseau horaire, sauf pour les sports et évènements en direct. Le bulletin de nouvelles est diffusé à 18 h, heure locale de Winnipeg.
La station produit localement, 7 jours sur 7, un magazine d'information d'une durée d'une heure, appelé Le Téléjournal-Manitoba. L'émission présente des nouvelles locales, nationales et internationales ainsi que des segments culturel et sportif et des bulletins de météo. L'émission est produite à Winnipeg par une équipe éditoriale qui compte une dizaine de personnes, qui peut compter sur une équipe technique comptant un nombre de personnes équivalent. Le réseau français possède huit camions de journalisme électronique et un camion de transmission satellite.

## Édifices
Le studio de production de l'avenue Portage à Winnipeg inclut la salle des nouvelles conjointe de la télévision et de la radio de Radio-Canada. La salle compte des bureaux pour tous les reporters, une régie, un plateau de diffusion (équipé de trois caméras), six salles de montage, une salle d'infographie et des archives. La salle de production de Saint-Boniface, située dans les locaux de CKSB, rue Langevin, inclut les équipes de production d'émissions de télévision autres que les nouvelles.

## Personnalités connues
- Marie-Christine Gagnon animatrice Le Téléjournal Manitoba
- Oumelkheir Djenaïdi, animatrice Le Téléjournal Manitoba (weekend)
- Patricia Sauzède-Bilodeau, animatrice Le Téléjournal Manitoba (weekend)
- Patricia Bitu-Tshikudi, présentatrice météo, reporter aux arts et animatrice Le Téléjournal Manitoba (Weekend)
- Gabrielle Sabourin, reporter aux arts
- Étienne Dumont, reporter aux sports

## Anciennes vedettes
- Pierre Chevrier, ancien animateur du Manitoba ce soir
- Pierre D'Auteuil, ancien animateur du Manitoba ce soir
- François Riopel, reporter aux sports
- Louis Gauthier, journaliste et reporter aux sports
- André Brin, reporter aux sports
- Ibrahima Diallo, ancien animateur de l'émission Les Chroniques de la science

## Télévision numérique terrestre et haute définition
Lors de l'arrêt de la télévision analogique et la conversion au numérique qui a eu lieu le 1er septembre 2011, CBWFT a fait face à un retard imprévu indépendant de la volonté de la Société. « Le pylône installé sur le toit de l'immeuble Richardson à Winnipeg n'était pas en mesure de prendre en charge en toute sécurité les nouvelles antennes numériques » et doit être remplacé. Le pylône a été remplacé, et la diffusion en numérique a débuté le 7 décembre 2011, alors que la diffusion analogique sur le canal 3 a continué jusqu'au 12 décembre à 23 h 59.

## Antennes
La station opérait onze réémetteurs situés un peu partout au Manitoba : Le Pas, Flin Flon, Saint-Lazare, Sainte-Rose du Lac, Thompson, Pine Falls, Brandon, Oak Lake, et au nord-ouest de l'Ontario : Kenora, Dryden et Fort Frances.
En avril 2012, à la suite des compressions budgétaires, Radio-Canada a annoncé la fermeture de tous ces émetteurs analogiques dès le 31 juillet 2012. Seul l'émetteur numérique de Winnipeg restera en fonction.

## Licences du CRTC
- Décision CRTC 89-117 - Renouvellement de licence 1989-1994
- Décision CRTC 95-662 - Renouvellement de licence 1995-1999